# Велика Удіна
Велика Удіна — стратовулкан двоярусної будови. Знаходиться в центральній частині півострова Камчатка. Розташований у Ключівській групі вулканів. Входить у східний вулканічний пояс.
Вулкан Велика Удіна — конічний вулкан, складений лавами, що перешаровуються, та пірокластикою андезито-базальтового і андезитового складу. На вершині добре виражений кратером діаметром 400 м, заповнений льодовиком. Висота вулкана 2886 м над рівнем моря. Вулкани Велика Удіна та Мала Удіна є найпівденнішими у Ключевській групі вулканів.
Вулкан згаслий, дата останнього виверження точно не визначена, проте, згідно з даними розміщених на вулкані сейсмодатчиків, вулкан прокидається і існує ризик виверження (можливо, катастрофічного).